# Ligusticum ajanense
Ligusticum ajanense là một loài thực vật có hoa trong họ Hoa tán. Loài này được (Regel & Tiling) Koso-Pol. mô tả khoa học đầu tiên năm 1916.